# Абадонна (персонаж)
Абадо́нна — второстепенный персонаж произведения Михаила Булгакова «Мастер и Маргарита», помощник Воланда и демон войны.

## Описание персонажа
О внешности Абадонны мало что известно. Булгаков отмечает лишь его тёмные очки, худощавость и бледность.
…и тут из стены появилась фигура какого-то худого человека в тёмных очках. Эти очки почему-то произвели на Маргариту такое сильное впечатление, что она, тихонько вскрикнув, уткнулась лицом в ногу Воланда.

…бледнее, чем Абадонна, который был исключительно бледен по своей природе…
В рукописной версии романа 1938 года также упоминается:
Глаза его, как видите, в тёмных очках. Приходится ему их надевать потому, что большинство людей не выдерживает его взгляда.

## Роль в романе
Впервые Абадонна появляется в главе 22. Воланд упоминает его, когда тот показывает волшебный глобус, на котором показаны все происходящие события на Земле. Маргарита видит войну и её жертв, и Воланд говорит, что это работа Абадонны, также поясняя, что он сочувствует обеим сторонам, тем самым результаты для всех участников войны выходят одинаковыми.
Демона войны призывает Воланд, и он появляется сию секунду, пугая Маргариту своими чёрными очками. Чёрный маг добавляет, что Абадонна приходит всегда в нужный момент и не было случая, когда он появлялся перед кем-либо преждевременно, как следствие символизируя смерть, которая настигает каждого человека.
Абадонна вновь появляется уже на великом балу у сатаны, становясь соучастником убийства барона Майгеля — шпиона, который следит за прибывшими в страну иностранцами. Он снимает на секунду свои очки и смотрит на свою жертву, которая в тот же момент начинает падать и истекать кровью после выстрела Азазелло, вследствие чего фразеологизм «смотреть смерти в глаза» приобретает прямой смысл; это также подтверждается тем фактом, что ранее Воланд ответил отказом на просьбу Маргариты снять очки Абадонне.

## Прототип
Прототипом Абадонны является Абаддон — ангел Бездны, могущественный демон смерти и разрушения, военный советник Ада. Слово «абаддон» — библейское (евр. ảbbaddōn — «погибель», «уничтожение»; греч. Αβαδδώυ).
Как указывает Елена Багирова в кандидатской диссертации «Эволюция антропонимикона в текстах разных редакций романа М. А. Булгакова „Мастер и Маргарита“», М. А. Булгаков «предпочитает не придумывать имена, а отбирать из уже известных, обновляя лишь их звучание: Абадонна (>Аваддон), Азазелло (>Азазел), Гелла (>Гелло; Геллия)».
Критик Александр Зеркалов высказывает догадку, что внешний образ и написание имени Абадонны Булгаков взял из поэмы М. Ю. Лермонтова «Сашка».
На связь смертоносного взгляда, скрытого за темными очками, с гоголевским Вием указывает Т. Малкова (2010).

## Образ Абадонны в кинематографе
| Название           | Страна | Год  | Режиссёр       | В роли Абадонны | Примечания |
| ------------------ | ------ | ---- | -------------- | --------------- | ---------- |
| Мастер и Маргарита | Польша | 1988 | Мацей Войтышко | Игорь Куявский  |            |
| Мастер и Маргарита | Россия | 1994 | Юрий Кара      | Рамис Ибрагимов |            |
| Мастер и Маргарита | Россия | 2024 | Михаил Локшин  | Илья Попов      |            |

## Влияние
Абадонна интертекстуально повлиял на образ Моргуновой в романе Б. Акунина «Ф. М.» (описана так: в тёмных очках, грузная) (Кузьмичёва И. В. (2014), 78—79).